# Londenhaven
De Londenhaven is een haven in het oosten van het Europoort-gebied in Rotterdam, aan het uiteinde van het Calandkanaal, naast de Brittanniëhaven. De haven ligt vlak bij de Rozenburgsesluis.